# 美土路昌一
美土路 昌一（みどろ ますいち、1886年（明治19年）7月16日 - 1973年（昭和48年）5月11日）は、日本のジャーナリスト、実業家。全日本空輸初代社長、朝日新聞社社長を歴任した。号は春泥。

## 来歴・人物
岡山県苫田郡一宮村（現・津山市）に所在する中山神社の社家の長男として生まれる。
津山中学校（現岡山県立津山高等学校）を卒業し、早稲田大学英文科に進むが、家計が苦しくなったため、早稲田を中退。つてをたどって、1908年1月東京朝日新聞社に入社。社会部員となる。1910年、飛行機の日本初飛行を取材したことで、空への関心が芽生える。
1914年8月に日本が第一次世界大戦に参戦すると、従軍記者として青島攻囲軍に参加。同年12月社会部次長、1918年1月上海特派員、同年11月大阪朝日新聞社に移って社会部員、1919年1月社会部副部長、同年9月ニューヨーク特派員。
1921年7月東京朝日新聞社に戻って通信部長、同年11月計画部次長兼務、1923年9月社会部長兼務、翌10月整理部長兼通信部長・編集委員、1925年2月編集局主幹兼整理部長兼論説委員、神田正雄、緒方竹虎、牧野輝智らと共に編集委員として合議制で局内を統括、1930年11月編集総務。朝日新聞は取材の手段としていち早く飛行機の利用を開始し、1933年12月には航空部長を兼務する。
1934年4月編集局長となり、主筆の緒方竹虎が対外的に活躍する中、編集局内部を守った。1935年11月取締役、1936年5月常務に昇進。1937年には、英女王の戴冠式を機に、親善と記録挑戦のため飯沼正明操縦士、塚越賢爾機関士による「神風号」の訪欧飛行の指揮を執る。このときには東京 - ロンドン間を4日間かけて飛び、所要時間94時間17分56秒（実飛行時間51時間19分23秒）の世界記録を樹立した。
同じ岡山県出身の陸軍大将宇垣一成側近の一人であった。美土路に京城日報社長への転出を命じた社長村山長挙との対立から、1945年4月常務を辞任して顧問（重役待遇）となり、津山に帰郷。農業経営を始める。敗戦後、元朝日新聞航空部次長中野勝義とともに、航空関係者の失業救済組織「興民社」を設立し会長となった。1948年、公職追放となる。

### 全日空、朝日新聞社長
追放解除後の1952年、国内民間航空が再開されると日本ヘリコプター輸送を設立して社長となる。設立の際には、美土路の呼びかけに応じて永野重雄ら、財界の大物が設立発起人に名を連ねた。1957年12月に同社と極東航空が合併して全日空が発足すると初代社長に就く。1961年11月に同郷で元官僚岡崎嘉平太に社長の座を譲り、会長、相談役に退いた。
1964年11月、古巣である朝日新聞の内紛「村山事件」で請われて朝日に復帰。約3年間、社長を務める。1970年、日本棋院から大倉賞を授賞される。
1973年5月11日、86歳で死去。